# Iballë
Iballë, Iballa – wieś w północnej Albanii, w obwodzie Szkodra, w okręgu Pukë. Jest siedzibą gminy Iballë. W 2007 roku liczyło 1,5 tys. mieszkańców.